# Дэвис, Мартин (писатель)
Ма́ртин Дэ́вис (англ. Martin Davies) — британский писатель. Родился в 1965 году. Автор книг «Havana Sleeping» (2014), «The Year After» (2011), «The Unicorn Road» (2009) и «The Conjuror’s Bird» (2005, переведена на русский язык под названием «Загадочная птица»). Он также является автором трёх мистических романов об экономке Шерлока Холмса миссис Хадсон — «Mrs. Hudson and the Spirits' Curse» (2004), «Mrs. Hudson and the Malabar Rose» (2005) и «Mrs. Hudson and the Lazarus Testament» (2015).
В 2015 году его шпионский триллер «Havana Sleeping» был номинирован на премию «CWA Historical Dagger Award».